# Bannapone
Bannapone é um gênero de insetos, pertencente a família Formicidae.

## Espécies
- Bannapone mulanae[1]